# Shin Dong-yup
Shin Dong-yup (sinh ngày 17 tháng 2 năm 1971) là một nam diễn viên và xướng ngôn viên người Hàn Quốc.

## Tiểu sử
Shin Dong-yup tốt nghiệp Học viện Nghệ thuật Seoul và trở nên nổi tiếng từ nhiều chương trình của đài SBS như "Happy Saturday", sitcom "Three Men Three Women" của Tổng công ty Phát thanh Truyền hình Munhwa. Anh hiện đang dẫn các chương trình "Saturday Night Live Korea", "Hello Counselor", "Immortal Song 2", "TV Animal Farm".